# Yirrkala kaupii
Yirrkala kaupii är en fiskart som först beskrevs av Bleeker, 1858.  Yirrkala kaupii ingår i släktet Yirrkala och familjen Ophichthidae. Inga underarter finns listade i Catalogue of Life.